# Ștefan Târnovanu
Ștefan Târnovanu, né le 9 mai 2000 à Iași en Roumanie, est un footballeur international roumain qui évolue au poste de gardien de but au FCSB.

## Biographie

### En club

#### Début de carrière
Né à Iași en Roumanie, Ștefan Târnovanu est formé par le FC Politehnica Iași. Il commence toutefois sa carrièe professionnelle au CS Știința Miroslava (en), en deuxième division roumaine, où il est prêté en 2018. Il joue son premier match en professionnel avec ce club le 31 mars 2018, lors d'une rencontre de championnat face au FC Hermannstadt contre qui son équipe s'incline par un but à zéro.

#### FCSB (depuis 2020)
Le 29 septembre 2019, Ștefan Târnovanu s'engage en faveur du FCSB. Le transfert est effectif au 1er juillet 2020,. 
Il joue son premier match sous ses nouvelles couleurs lors d'une rencontre de championnat perdue face à l'Universitatea Craiova le 19 mai 2021. Il est titularisé et son équipe s'incline par un but à zéro.
Longtemps doublure d'Andrei Vlad, Târnovanu est propulsé titulaire dans les cages du Steaua en mars 2022 après des performances peu convaincantes de Vlad.

### En sélection
Ștefan Târnovanu commence sa carrière internationale avec l'équipe de Roumanie des moins de 18 ans, jouant un seul match avec cette sélection, le 13 février 2018, lors d'une défaite face à la Tchéquie (3-1 score final).
Il est retenu avec l'équipe de Roumanie olympique afin de participer aux Jeux olympiques de 2020.
Le 29 mars 2022, il joue son premier match avec l'équipe de Roumanie espoirs contre le Maroc. Il est titularisé et les deux équipes se neutralisent (2-2).
Le 24 mai 2022, Târnovanu est convoqué pour la première fois avec l'équipe nationale de Roumanie par le sélectionneur Edward Iordănescu. Il joue son premier match lors d'un match amical contre la Moldavie.
Il est retenu dans la liste des 26 joueurs roumains du sélectionneur Edward Iordănescu pour participer à l'Euro 2024.

## Palmarès

### En club
FCSB
- Championnat de Roumanie (1)
  - Champion : 2024.

- Supercoupe de Roumanie  (1)
  - Vainqueur : 2024.